# Katastrofa lotu Aerofłot 2003
Katastrofa lotu Aerofłot 2003 – katastrofa lotnicza, która wydarzyła się 3 stycznia 1976 roku. W jej wyniku Tupolew Tu-124V należący do linii Aerofłot rozbił się 7 km od lotniska Wnukowo, zabijając wszystkie 61 osób na pokładzie i 1 osobę na ziemi.

## Samolot
Maszyną obsługującą lot 2003 był Tupolew Tu-124V (nr rej. CCCP-45037) o numerze seryjnym 2351002. Samolot opuścił linię produkcyjną 29 stycznia 1963 i do czasu katastrofy wylatał 17014 godzin i 14409 cykli startu i lądowania.

## Załoga
Załogantami lotu 2003 były następujące osoby:
- Igor Gużew - dowódca
- Witalij Sutormin - pierwszy oficer
- Władimir Parchomowicz - mechanik pokładowy
- Iwan Siemaszko - nawigator
- Tamara Iszczenko - stewardesa

## Przebieg lotu
Tupolew odbywał rutynowy lot z Moskwy do Brześcia z międzylądowaniem w Mińsku. Na pokładzie znajdowało się 56 pasażerów i 5 członków załogi. O 10:04 samolot oderwał się od ziemi i zaczął wspinać się, lecąc na kursie 242°.
Po około 30 sekundach od startu samolot znajdował się na wysokości 200 metrów, a załoga po schowaniu klap i podwozia rozpoczęła skręt w prawo. Chwilę potem kontroler wyraził zgodę na wzniesienie się na poziom 1500 metrów, ale nie otrzymał odpowiedzi, podjął on jeszcze kilka prób ponownego skontaktowania się z lotem 2003, ale i one okazały się bezskuteczne.
Na wysokości około 250 metrów piloci zauważyli, że według wskazań sztucznego horyzontu samolot zaczyna niebezpiecznie chylić się na prawo, więc w odpowiedzi przechylili wolant w lewo. Tupolew leciał wówczas w chmurach, dlatego piloci nie widząc horyzontu musieli polegać na wskazaniach sztucznego horyzontu, według którego samolot mimo usilnych prób wyrównania dalej przechylał się niebezpiecznie w prawo. Kiedy maszyna wyleciała z chmur piloci zdali sobie sprawę, że samolot leci ku ziemi w głębokim przechyle na lewe skrzydło. Piloci próbowali wyrównać, ale mała wysokość i duża prędkość pionowa to im uniemożliwiły. 
65 sekund po starcie o 10:05:11 Tu-124 lecąc z prędkością około 550 km/h i 80 stopniowym przechyłem, uderzył w ziemię na polu w okolicy wioski Sanino. Szczątki samolotu zniszczyły jeden dom, a uszkodziły dwa kolejne, przy okazji zabijając jednego mieszkańca wioski.

## Przyczyny
Na podstawie wyników dochodzenia ustalono, że główne systemy elektryczne samolotu działały prawidłowo. Również sztuczne horyzonty przy sprawdzaniu na ziemi przed startem działały normalnie. Ze względu na poważne zniszczenia konstrukcji samolotu nigdy nie ustalono co było przyczyną awarii sztucznych horyzontów.